# Коелгинское месторождение белого мрамора
Коелгинское месторождение белого мрамора — крупнейшее в России и одно из крупнейших в мире месторождение белого мрамора. Находится в селе Коелга Челябинской области.

## История
Разрабатывается с 13 марта 1925 года.

## Характеристика
Запасы 19 млн м³. Глубина залегания до 130 м. Мрамор этого месторождения — мелкий[уточнить], рассыпчатый, белого или серовато-белого цвета с редкими жёлтыми или буровато-серыми пятнами, легко полируется и хорошо обрабатывается.
Мрамор Коелги применялся в СССР (киевская станция метро «Героев Днепра») и широко применяется в России. Он использован при строительстве первого храма Христа Спасителя, государственных зданий, в частности в зданиях Минобороны, Белого дома, Государственного Кремлёвского дворца, а также в облицовке интерьеров ГЗ МГУ и многих станций московского метро (только на Сокольнической линии использовался камень Прохоро-Баландинского и Половского месторождений).
Коелгинский белый мрамор использовался для изготовления щитов на распределительных устройствах электростанций, так как считался «лучшим электроизоляционным материалом».

## Технология разработки
Разработка мрамора ведётся в карьере с применением камнерезальных машин. Годовое производство блоков 45 тысяч м³ (проектная мощность карьера 100 тысяч м³).